# 서든 데스
서든 데스(sudden death)는 본래 영어로는 돌연사를 의미하지만, 아이스하키 등 스포츠 경기에서 먼저 득점하는 사람이 우승자가 되고, 그 시점에서 경기가 종료가 되는 시스템을 말한다. 일반적으로 동점으로 끝난 연장전에서 승자를 결정하는 절차의 일종으로 사용된다.

## 같이 보기
- 골든골